# Premake
Premake est un outil logiciel de génération de scripts de gestion de projet (makefile).
Ce projet existe depuis début 2003. il est développé par Jason Perkins sous licence BSD-3-clauses avec la contribution de quelques collaborateurs.

## Principe

### Premake ou: le supermake
Premake est un outil disponible sous Linux, MacOS et Windows.
Pour créer des scripts de configuration de projets ("makefile-like") spécifiques à un environnement de développement afin de distribuer un projet existant à des développeurs utilisant des IDEs différents.

### À qui il s'adresse
Ce logiciel s'adresse principalement à :
- Un chef de projet menant un projet de taille avec de nombreux développeurs.
- Un développeur souhaitant pouvoir changer d'IDE facilement.

## Fonctionnement

### Rôle de Premake
Premake génère à partir d'un script de configuration un autre script.
En entrée : script de configuration Premake
À la sortie : script de compilation GNU Make, Microsoft Visual Studio ou autre.
- Microsoft Visual Studio 6, 2002,/03/05 ou 2008
- GNU make (incluant Cygwin et MinGW)
- SharpDevelop
- MonoDevelop
- Code::Blocks
- CodeLite
- Xcode

et d'autres à venir.

### Installation
L'installation est simple. Le programme se présente comme un exécutable compressé d'une centaine de kilooctets.

## Utilisation
L'utilisation se fait en utilisant la commande
```
$ premake --target toolset
```

où toolset fait partie de la liste : vs2008,vs2005,vs2003,vs2002,vs6,gnu, sharpdev,monodev,cb-gcc,cb-ow,cl-gcc
Le dossier doit contenir un makefile spécial pour premake; il est généralement appelé premake.lua (par convention). C'est un fichier codé en langage Lua.
Exemple d'utilisation :
```
$ premake --help	
$ premake --dotnet mono2 --target gnu	
$ premake --clean
```

Concepts de base (paquetage, projet)

## Avantages - Inconvénients
Pour
- Facile et rapide à mettre en œuvre.
- Bénéficie de la puissance de Lua.
- Lua est facile à apprendre.

Contre
- Projet relativement jeune ne bénéficiant pas d'une large communauté d'utilisateurs.
- Certaines plateformes non supportées (dommage pour ce genre de produit cherchant l'unification).
- Nécessite une bonne maîtrise de la gestion de projet.